# Edwin Velasco
Edwin Velasco (Padilla, Cauca, Colombia; 5 de noviembre de 1991) es un futbolista colombiano. Juega como lateral izquierdo. actualmente juega en el Deportivo Pereira de la Categoría Primera A de Colombia.

## Estadísticas
Actualizado al último partido disputado el 18 de junio de 2023.
| Cortuluá · Colombia                                                                                              | 2ª            | 2011          | 2   | 0 | 4  | 0 | —  | — | 6   | 0 |
| Cortuluá · Colombia                                                                                              | 2ª            | 2012          | 32  | 0 | 3  | 0 | —  | — | 35  | 0 |
| Cortuluá · Colombia                                                                                              | 2ª            | 2013          | 19  | 0 | —  | — | —  | — | 19  | 0 |
| Cortuluá · Colombia                                                                                              | 2ª            | 2014          | 18  | 0 | 6  | 0 | —  | — | 24  | 0 |
| Cortuluá · Colombia                                                                                              | 1ª            | 2015          | 30  | 0 | 7  | 0 | —  | — | 37  | 0 |
| Cortuluá · Colombia                                                                                              | 1ª            | 2016          | 15  | 0 | 1  | 0 | —  | — | 16  | 0 |
| Cortuluá · Colombia                                                                                              | Total club    | Total club    | 116 | 2 | 21 | 0 | —  | — | 137 | 0 |
| Once Caldas · Colombia                                                                                           | 1ª            | 2013          | 2   | 0 | —  | — | —  | — | 2   | 0 |
| Once Caldas · Colombia                                                                                           | 1ª            | 2018          | 17  | 1 | 8  | 0 | —  | — | 25  | 1 |
| Once Caldas · Colombia                                                                                           | 1ª            | 2019          | 11  | 1 | —  | — | 1  | 0 | 12  | 1 |
| Once Caldas · Colombia                                                                                           | Total club    | Total club    | 30  | 2 | 8  | 0 | 1  | 0 | 39  | 2 |
| Atlético Nacional · Colombia                                                                                     | 1ª            | 2016          | 13  | 1 | 6  | 0 | —  | — | 2   | 0 |
| Atlético Nacional · Colombia                                                                                     | 1ª            | 2017          | 22  | 0 | 1  | 0 | 1  | 0 | 24  | 0 |
| Atlético Nacional · Colombia                                                                                     | 1ª            | 2018          | 3   | 0 | 1  | 0 | —  | — | 4   | 0 |
| Atlético Nacional · Colombia                                                                                     | Total club    | Total club    | 38  | 1 | 8  | 0 | 1  | 0 | 47  | 1 |
| América de Cali · Colombia                                                                                       | 1ª            | 2019          | 16  | 1 | —  | — | —  | — | 16  | 1 |
| América de Cali · Colombia                                                                                       | 1ª            | 2020          | 21  | 0 | 3  | 0 | 5  | 0 | 29  | 0 |
| América de Cali · Colombia                                                                                       | 1ª            | 2023          | 21  | 0 | 0  | 0 | 0  | 0 | 21  | 0 |
| América de Cali · Colombia                                                                                       | Total club    | Total club    | 58  | 1 | 3  | 0 | 5  | 0 | 66  | 1 |
| Junior · Colombia                                                                                                | 1ª            | 2021          | 9   | 0 | —  | — | 4  | 0 | 13  | 0 |
| Junior · Colombia                                                                                                | 1ª            | 2022          | 22  | 1 | 3  | 0 | 5  | 0 | 30  | 1 |
| Junior · Colombia                                                                                                | Total club    | Total club    | 31  | 1 | 3  | 0 | 9  | 0 | 43  | 1 |
| Total carrera | Total carrera | Total carrera | 273 | 5 | 43 | 0 | 18 | 0 | 334 | 5 |
| (1) Incluye datos de la Copa Colombia (2011-Act). (2) Incluye datos de la Copa Libertadores y Copa Sudamericana. |               |               |     |   |    |   |    |   |     |   |

## Palmarés

### Torneos Nacionales
| Título                | Equipo            | Año  |
| --------------------- | ----------------- | ---- |
| Copa Colombia         | Atlético Nacional | 2016 |
| Torneo Apertura       | Atlético Nacional | 2017 |
| Torneo Finalización   | América de Cali   | 2019 |
| Campeonato Colombiano | América de Cali   | 2020 |

### Torneos internacionales
| Título              | Equipo            | Año  |
| ------------------- | ----------------- | ---- |
| Copa Libertadores   | Atlético Nacional | 2016 |
| Recopa Sudamericana | Atlético Nacional | 2017 |

### Distinciones individuales
| Título                               | Año  |
| ------------------------------------ | ---- |
| Once ideal del Campeonato Colombiano | 2020 |